# 노익형
노익형(盧益亨, 일본식 이름: 瑞原益亨)은 일제강점기의 출판인이자 언론인이다.

## 생애
신상 정보에 대해서는 알 수 없으나, 대한제국 시기에 양기탁, 주시경, 이준 등 개화파 청년들과 가까이 지낸 인물이었다. 주시경이 교사를 맡았던 상동교회의 상동청년학원 설립에 찬조금을 내 도운 바 있고, 주시경 번역으로 《월남망국사》를 출판하기도 했다.
1930년대에는 경성부에서 서점을 경영하고 있었다. 1938년 《조광》과의 인터뷰에서, 개화기의 상황을 언급하며 "그때 우리 조선에도 신문화가 수입되기 시작하는데 역시 책전 같은 것도 필요"할 것으로 보고 출판사를 설립했다고 말한 바 있다. 이때 노익형은 출판사 겸 서점인 박문서관의 경영인 자격으로 인터뷰에 응했다.
일제 강점기 말기인 1941년에  잡지 《신시대》를 발행하는 신시대사를 설립하고 초대 사장 겸 발행인을 지냈다. 《신시대》는 월간 잡지로 《박문》의 자매지였으며, "시국하 반도민중에게 필요한 일체의 국민지식과 훈련과 사상의 보급, 전달"을 목표로 삼는 전형적인 친일 매체였다.
노익형은 이 잡지를 통해 전쟁 수행과 근로 동원에 적극 협력할 것을 요구하는 내용의 기사를 실었다. 함흥, 청진, 대구에 지사를 두고 도쿄와 오사카시에도 지사가 있었다. 초기에는 일부 지면을 활용하여 일본어 기사를 실었으나, 곧 내선일체 취지에 맞도록 일본어와 한국어를 혼용하고 집필도 일본인과 한국인인 공동으로 하는 방식으로 바뀌었다.
신시대사의 제2대 발행인은 아들인 노성석이 이어 맡았다. 이밖에 경성상공협회의 이사를 역임했다.
2008년 친일인명사전 편찬을 준비하는 과정에서 발표된 민족문제연구소의 친일인명사전 수록예정자 명단 중 언론/출판 부문에 노성석과 함께 포함되었다.

## 관련 문화재
- 박문서관 목판 일괄 - 대한민국의 등록문화재 제541호(2013년 4월 17일 지정)

## 같이 보기
- 신시대
- 노성석

## 참고 자료
- 친일인명사전편찬위원회 (2004년 12월 27일). 《일제협력단체사전 - 국내 중앙편》. 서울: 민족문제연구소. 541~542쪽쪽. ISBN 8995330724.